# Castillo de Belver
El castillo de Belver, en el Alentejo, está situado en la parroquia de Belver, en el municipio de  Gavião, distrito de  Portalegre, Portugal.
Considerada una de las más completas de la arquitectura militar medieval portuguesa, se encuentra aislada en la cima de una colina de granito, al oeste del pueblo, en una posición dominante sobre la confluencia del arroyo Belver con la orilla derecha del río Tajo, guarneciendo la entonces llamada Línea del Tajo.

## Historia

### El castillo medieval
En la época de la  reconquista cristiana de la península ibérica, una oleada de asaltos de las fuerzas del  califato almohade, bajo el mando del Califa  Iacube Almançor, determinó la retirada de las fronteras cristianas hasta la línea del río Tajo (1190-1191). En este contexto, en 1194,  Sancho I (1185-1211) donó la región entre el río Cécere y el río Tajo, llamada Guidintesta, Guidi in testa o incluso Costa, al Prior de la  Orden de los Hospitalarios, Afonso Pais, para que construyera allí un castillo, llamado Belver por el monarca.  En 1210, cuando  Sancho I dictó su testamento, los Hospitalarios ya instalados allí, recibieron una parte expra de su herencia, y se cree, que el castillo se completó entre ese año y el de 1212.
Durante el reinado de Sancho II de Portugal (1223-1248), los tesoros reales fueron guardados aquí.
Entre 1336 y 1341, la ciudad de Belver y su castillo fueron una de las más importantes Comendadorias de la Orden del Hospital, aunque su Sede y Casa Capitular permaneció en Leça do Balio. Incluso cuando el jefe de la Orden transfirió su regla a la parroquia de Flor da Rosa, en el municipio de Crato, creando el priorato de Crato, el Castillo de Belver (y su comunidad) no progresó más que un baluarte provincial.
Después de la  crisis de 1383-1385, bajo el reinado de  Juan I (1385-1433), las guerras con Castilla renovaron la importancia estratégica de la hermosa posición de Belver. Por esta razón, hacia 1390, el condestable Nuno Álvares Pereira hizo reconstruir sus primitivas defensas, de las que hoy sólo se conserva la parte inferior de la torre del homenaje.
En el siglo XVI fue habitada por la princesa Juana. También afirma la tradición popular de que, en su juventud, el poeta Luís de Camões fue encarcelado aquí (1553).
Cuando comenzó la  dinastía filipina (1580), el castillo y su asentamiento permanecieron fieles a  Antonio I, Prior de Crato. La construcción de la capilla bajo la advocación de Blas de Sebaste data de finales del siglo XVI. En el contexto de la  restauración de la independencia portuguesa, hay noticias de que el arquitecto Cosmander habría hecho refuerzos en las defensas de la antigua.

### Desde el terremoto de 1755 hasta nuestros días
El terremoto de 1755 le causó serios daños estructurales, agravados por el estado de abandono en el que se sumió durante el siglo XIX, y es cuando se cuando se utilizó como cementerio en el pueblo de Belver (1846).
En el siglo XX, el terremoto de 1909 causó más daños a la fortificación, atrayendo la atención de las autoridades, que la elevaron a «Monumento Nacional» desde junio de 1910. En los años 40, la Dirección General de Edificios y Monumentos Nacionales (DGEMN) (1939-1946) emprendió una amplia labor de reconstrucción. Más tarde, se realizaron trabajos de conservación en las paredes, los techos y la capilla (1976), la instalación eléctrica (1986) y la torre del homenaje (1987-1988). En 2005 se estaban realizando obras de conservación y restauración, bajo la responsabilidad del Instituto Portugués del Patrimonio Arquitectónico (IPPAR), en el marco del Programa de Recuperación de Castillos.

## Características

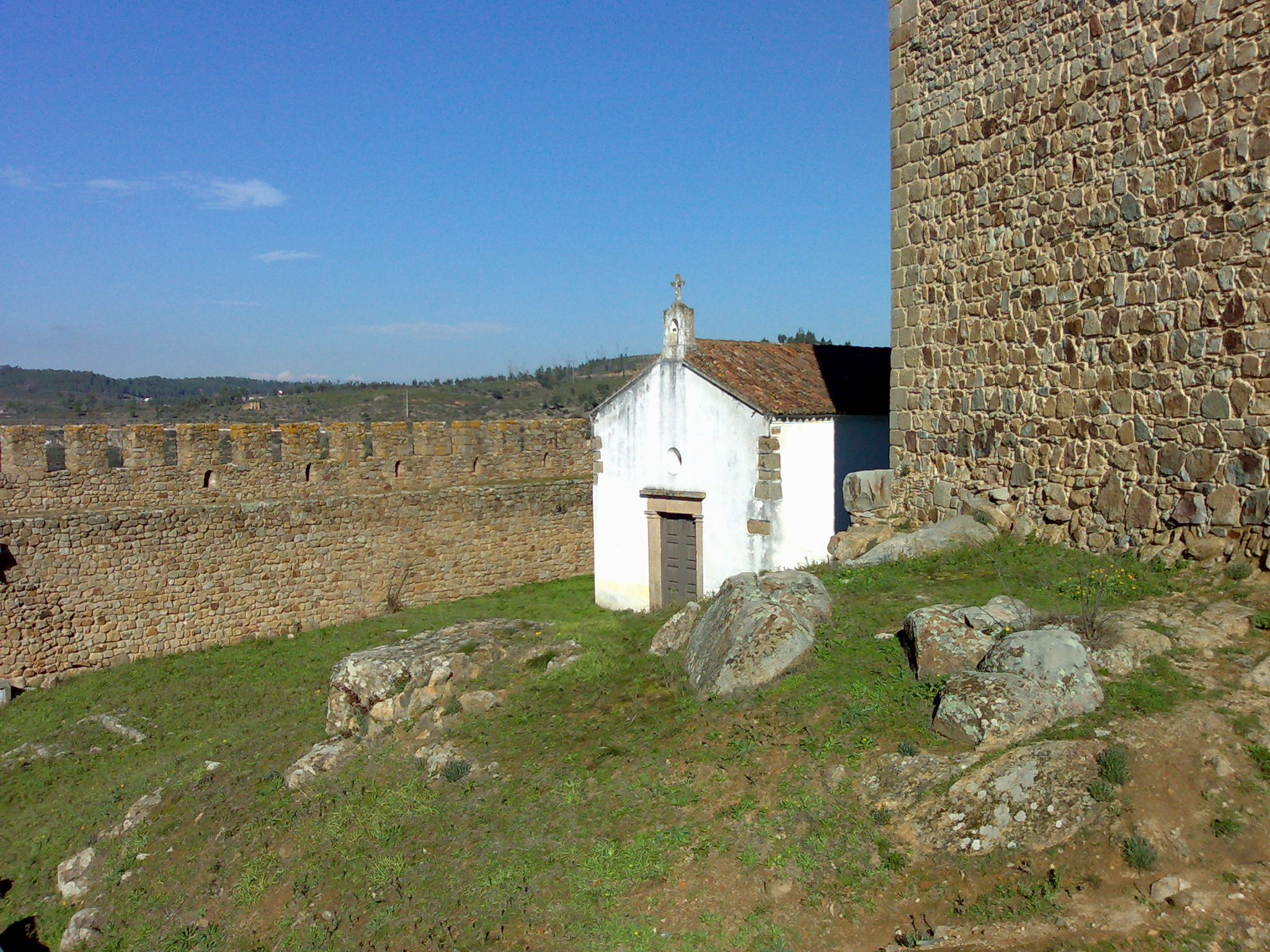
Capela de São Brás.

Situado en la periferia de la aldea de Belver (aislada en la esquina suroeste), a lo largo de la margen derecha del río Tajo, en la confluencia del Ribeiro de Belver, con vistas a un panorama, que incluye huertos de olivos al este y al sureste.
Su plan incluye una torre principal rectangular circundada por parapetos amurallados que rodean el espacio en la cima de la colina, y una capilla de la era renacentista. Las puertas del castillo están situadas en la cara sur, anticipadas por una escalera de piedra de mampostería, y flanqueadas por dos torres, cuyo diseño sería utilizado por el Rey Denis.
La estructura tiene una planta aproximadamente  ovalada, con la torre del homenaje en el centro y una capilla  renacentista.
La torre del homenaje presenta una planta cuadrangular con cuñas de piedra y paredes gruesas, de unos 4 metros en el primer piso. Al primer piso se accede por una puerta triple en  arcos de medio punto desgarrada en la cara sur, precedida por una escalera de mampostería de granito engrosada. En este piso, se puede visitar la cisterna excavada en la roca. En ella también tiene una ventana de marco rectangular y se eleva una escalera de acceso a la habitación del segundo piso. En ésta hay una ventana similar a la del piso inferior, una puerta en arco de medio punto para dar a los restos de un antiguo balcón y otra puerta, también en arco de medio punto, que da acceso a la escalera del techo de la casa. Esta última tiene estrechas almenas y adarve que rodea el techo de la torre. Los pisos superiores se han utilizado para promover eventos culturales.
La muralla presenta adarve en todo el perímetro, almenas en algunos tramos y aspilleras, reforzadas por cubos y dos torres de planta rectangular, con los cuellos abiertos al adarve. La Puerta del Traidor, acceso secundario al castillo, se encuentra en el lado del acantilado de la estructura, custodiada por una torre redonda.
Al sur se abre la puerta principal, en arco de medio punto, que data del siglo XV, flanqueada por dos cubos desiguales. En el lado oeste hay una cisterna, con dos bocas redondas, y en el lado norte está la capilla de Blas de Sebaste. En el interior de esta capilla se encuentra el altar mayor de madera tallada y los numerosos bustos-relieves de las reliquias de  Palestina que en su día se exhibieron en el altar, ofrecidos por el Gran Prior de Crato al Príncipe Luis, hijo de Manuel I.

## Galería

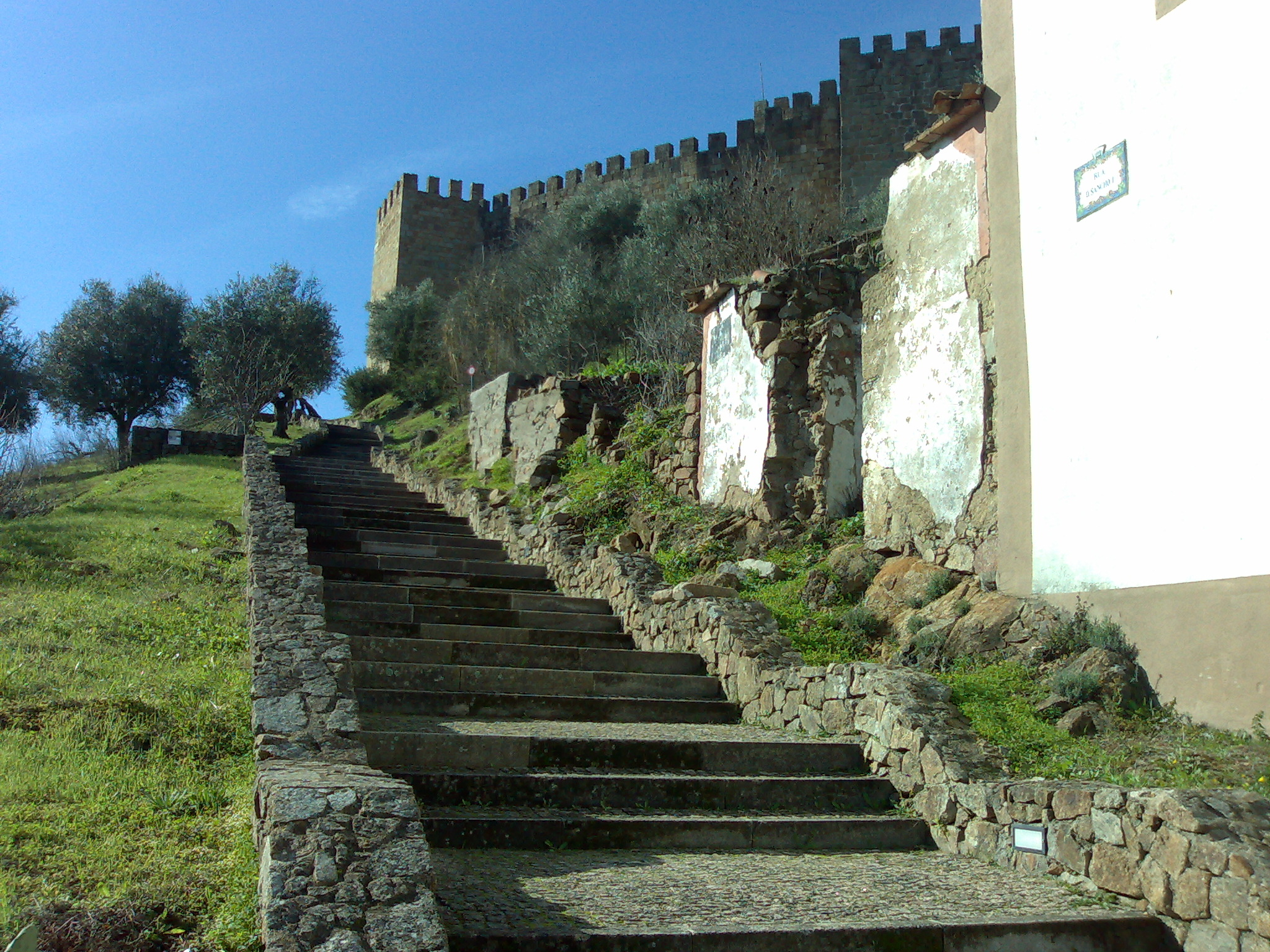
Escaleras de acceso al castillo
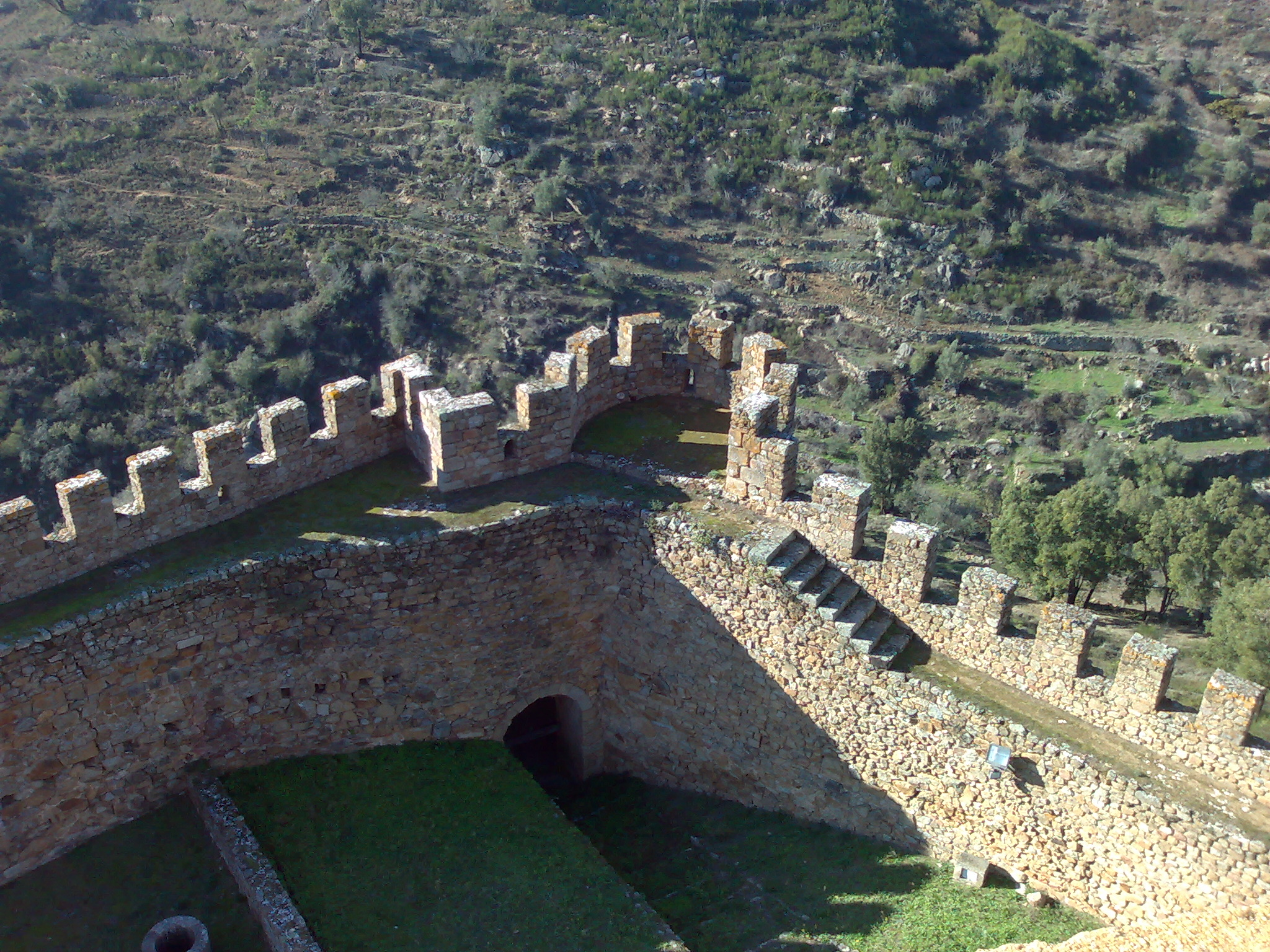
Torreón y detalle de la muralla
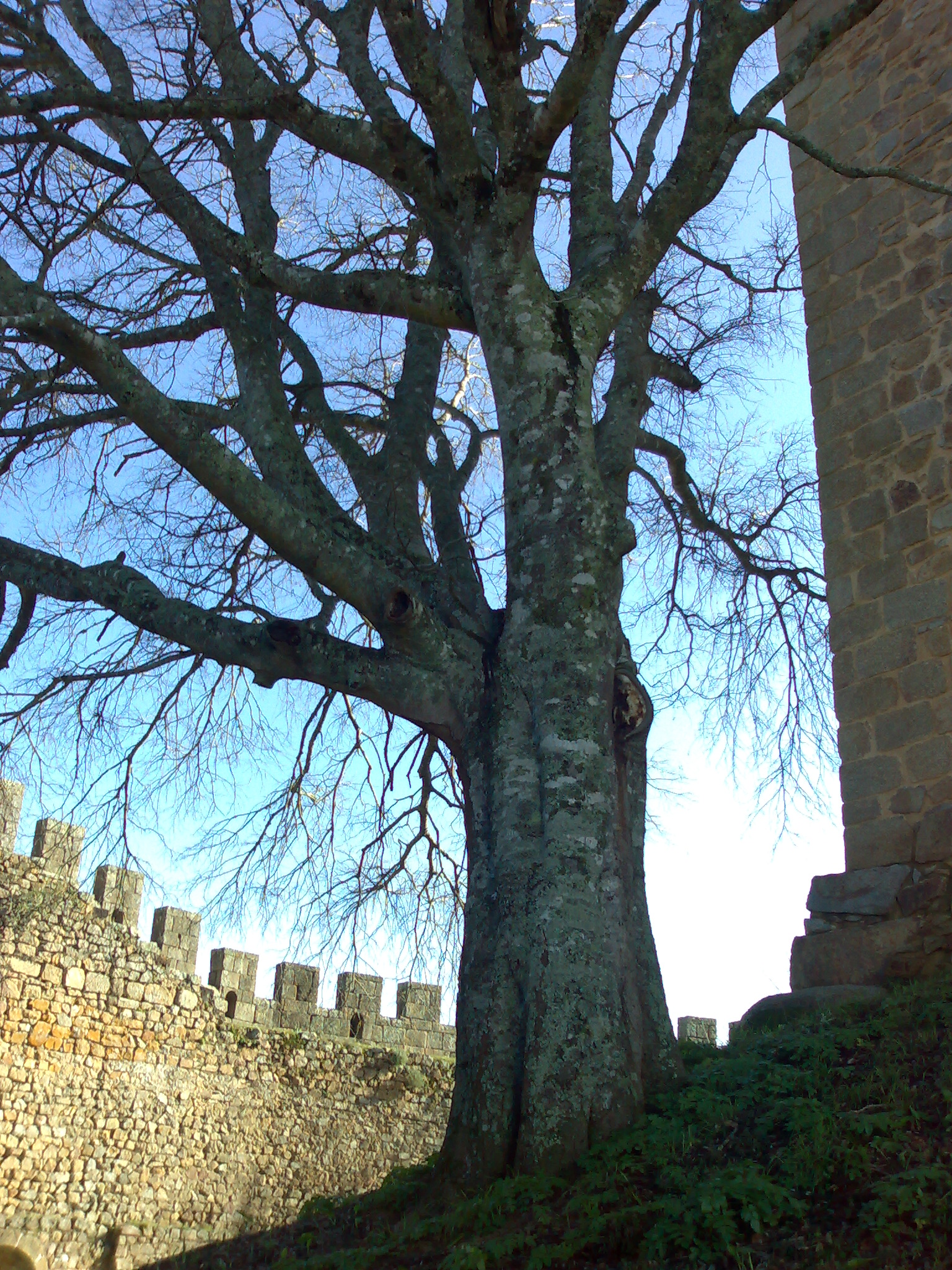
sta desde el interior de la muralla

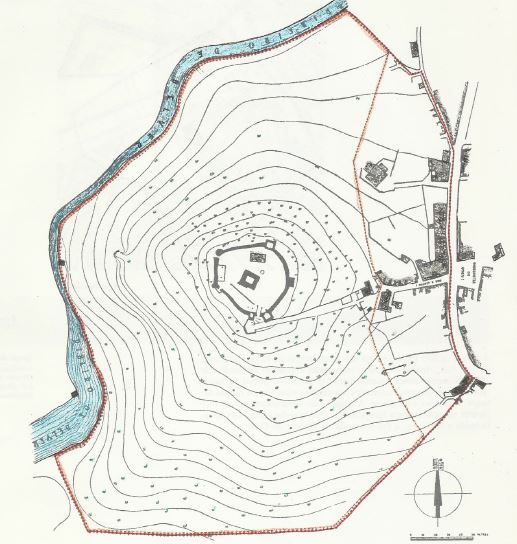
Plano del castillo de Belver, con la zona de protección marcada en rojo Fuente: DGMN.